# 保羅·博庫斯
保羅·博古斯（法語：Paul Bocuse，法語發音：[pɔl bɔkyz]，1926年2月11日—2018年1月20日），別名「保羅先生」，是一位出身里昂的法國主廚。

## 生平
他是「新潮烹調」的創始人物之一，並曾在1961年獲頒法國「最優秀職人獎章」，又在2004年創辦廚藝學校。他在里昂開辦的的保羅·博庫斯餐館，自1965年起連年被評比為米其林三星等級至2019年，但在2020年1月被降為二星。
保羅·博庫斯提議要在國際酒店和餐飲貿易會展（法語：Salon international de la restauration de l'hôtellerie et de l'alimentation，簡稱：SIRHA）舉辦烹飪比賽，後來就在1987年1月辦理第一次的世界烹飪大賽，每兩年舉辦一次，這個獎項已經成為世界廚師的最高獎項之一。

## 私人生活與家庭
- 他在1946年與雷蒙德·迪韦尔（Raymonde Duvert）結婚，並在婚後至少擁有兩名情婦；他的情婦雷蒙（Raymone）與兒子都是廚師，情婦帕特里夏（Patricia）則長年負責其對外公關事務。[8]

## 語錄
- 「美食與性愛有許多共同點，我愛女人。」、「一個共度午餐、一個共度午茶，另一個共度晚餐。」[8]
- 「我熱愛奶油、鮮奶油與美酒。奶油無可取代！」[8]

## 評論
- 馬克宏：「改造法國美食的神話般人物，法國各地的廚師們正在他們的廚房內哭泣。」[8]
- 热拉尔·科隆（法语：Gérard Collomb）：「保羅先生就是法國。既簡潔又寬宏，卓越又兼具生活藝術。」[8]
- 弗朗索瓦·西蒙（法语：François Simon (critique gastronomique)）：「他是法国美食圈最伟大的人物之一，是烹饪界的戴高乐将军。」[9]

## 外部連結
- 官方网站